# ناوتو هيراإيشي
ناوتو هيراإيشي (باليابانية: 平石 直人) (23 يونيو 1992 في كاناغاوا في اليابان – )؛ هو لاعب كرة قدم ياباني سابق كان يلعب كمهاجم.

## وصلات خارجية
- ناوتو هيراإيشي على موقع رابطة كرة القدم اليابانية للمحترفين (اليابانية)
- ناوتو هيراإيشي على موقع Soccerway.com (الإنجليزية)